# Lake and Peninsula megye
Lake and Peninsula Borough az Amerikai Egyesült Államokban, azon belül Alaszka államban található. Megyeszékhelye King Salmon, legnagyobb városa Newhalen. Lakosainak száma 1476 fő (2020. április 1.). Lake and Peninsula megye Bethel Census Area, Kodiak Island, Dillingham Census Area, Kenai Peninsula, Bristol Bay és Aleutians East megyékkel határos.

## Népesség
A megye népességének változása:
| Lakosok száma | 1635 | 1650 | 1632 | 1648 | 1563 | 1476 |
|               | 2010 | 2011 | 2012 | 2013 | 2015 | 2020 |